# Kitana Kiki Rodriguez
Kitana Kiki Rodriguez és una actriu estatunidenca. És coneguda pel seu paper de Sin-Dee Rella de la pel·lícula Tangerine (2015) de Sean S. Baker. Les primeres campanyes pels Oscar a actrius obertament transgènere anaven dirigides per a Rodriguez i Mya Taylor per Tangerine.
Es va dedicar durant un temps al treball sexual.

## Filmografia

### Cinema
| Any  | Títol     | Paper         | Notes                                                                                                 |
| ---- | --------- | ------------- | --- |
| 2015 | Tangerine | Sin-Dee Rella | Nominada – Independent Spirit a la millor actriu Nominada—Premi Gotham a la millor actuació revelació |

### Televisió
| Any  | Títol             | Paper        | Notes            |
| ---- | ----------------- | ------------ | ---------------- |
| 2015 | Made in Hollywood | Ella mateixa | Episodi: "10.37" |